# Petr Holík
Petr Holík (* 3. března 1992 Zlín) je český hokejový útočník, hrající za tým Berani Zlín.

## Hráčská kariéra
S hokejem začínal ve Zlíně, kde hrával v mládežnických kategoriích do roku 2011.V extralize nastoupil poprvé v sezóně 2010/2011 a hned ve druhém zápase si připsal premiérovou trefu v české nejvyšší soutěži. V ročníku 2012/2013 získal se Zlínem stříbrné medaile a o rok později se Zlínem ovládl extraligu. Po sezoně 2016/2017 odešel do ruské KHL do týmu Severstal Čerepovec, kde odehrál pouhých deset zápasů a po nepřesvědčivých výkonech s ním byla rozvázána smlouva. V září 2017 se opět vrátil do extraligy a podepsal smlouvu s Mladou Boleslaví. Ta ho před přestupovou uzávěrkou vyměnila do Komety výměnou za útočníky Vojtěcha Němce a Lukáše Nahodila.
V české reprezentaci se objevil poprvé v přípravných utkáních v dubnu 2012. V roce 2013 odehrál první mistrovské utkáni za českou reprezentaci na Euro Hockey Tour. V dubnu 2017 si svými výkony získal nominaci na květnové Mistrovství světa v Paříži a Kolíně, kde ovšem kvůli zranění neodehrál ani jeden zápas.

## Ocenění a úspěchy
- 2010 MS-18 – Top 3 hráč v týmu
- 2011 ČHL – Nejproduktivnější junior
- 2012 MSJ – Top 3 hráč v týmu
- 2014 ČHL – Pohár T. G. Masaryka
- 2016 ČHL – Nejslušnější hráč

## Prvenství

### ČHL
- Debut – 1. října 2010 (PSG Zlín proti HC Oceláři Třinec)
- První gól – 3. října 2010 (PSG Zlín proti HC BENZINA Litvínov, českému brankáři Jaroslavu Hüblovi)
- První asistence – 3. října 2010 (PSG Zlín proti HC BENZINA Litvínov)
- První hattrick – 10. března 2016 (HC Oceláři Třinec proti PSG Zlín)

### KHL
- Debut – 22. srpna 2017 (HK Jugra Chanty-Mansijsk proti Severstal Čerepovec)
- První gól – 8. září 2017 (Severstal Čerepovec proti SKA Petrohrad, ruskému brankáři Igorovi Šesťjorkinovi)
- První asistence – 8. září 2017 (Severstal Čerepovec proti SKA Petrohrad)

## Klubová statistika
| Sezóna      | Klub                 | Soutěž      |     | Základní část | Základní část | Základní část | Základní část | Základní část |    | Play off | Play off | Play off | Play off | Play off |
| Sezóna      | Klub                 | Soutěž      | Z   | G             | A             | B             | TM            | Z             | G  | A        | B        | TM       |          |          |
| 2007–08     | RI Okna Zlín 18      | ČHL-18      | 42  | 13            | 17            | 30            | 16            | 7             | 2  | 1        | 3        | 4        |          |          |
| 2008–09     | PSG Zlín 18          | ČHL-18      | 36  | 27            | 18            | 45            | 26            | 1             | 1  | 1        | 2        | 2        |          |          |
| 2008–09     | PSG Zlín 20          | ČHL-20      | 6   | 0             | 0             | 0             | 4             | —             | —  | —        | —        | —        |          |          |
| 2009–10     | PSG Zlín 18          | ČHL-18      | 12  | 15            | 7             | 22            | 8             | 1             | 1  | 1        | 2        | 2        |          |          |
| 2009–10     | PSG Zlín 20          | ČHL-20      | 49  | 29            | 31            | 60            | 18            | 10            | 0  | 7        | 7        | 18       |          |          |
| 2009–10     | HC Valašské Meziříčí | 2.ČHL       | 2   | 0             | 1             | 1             | 2             | —             | —  | —        | —        | —        |          |          |
| 2010–11     | PSG Zlín 20          | ČHL-20      | 13  | 7             | 14            | 21            | 6             | 3             | 5  | 0        | 5        | 0        |          |          |
| 2010–11     | PSG Zlín             | ČHL         | 39  | 5             | 9             | 14            | 0             | 4             | 0  | 0        | 0        | 2        |          |          |
| 2011–12     | PSG Zlín             | ČHL         | 47  | 11            | 7             | 18            | 33            | 12            | 3  | 3        | 6        | 0        |          |          |
| 2011–12     | HC Hradec Králové    | 1.ČHL       | 1   | 0             | 0             | 0             | 0             | —             | —  | —        | —        | —        |          |          |
| 2012–13     | PSG Zlín             | ČHL         | 51  | 9             | 26            | 35            | 18            | 14            | 3  | 6        | 9        | 10       |          |          |
| 2013–14     | PSG Zlín             | ČHL         | 51  | 7             | 16            | 23            | 14            | 17            | 0  | 3        | 3        | 14       |          |          |
| 2014–15     | PSG Zlín             | ČHL         | 48  | 13            | 18            | 31            | 16            | 7             | 1  | 2        | 3        | 2        |          |          |
| 2015–16     | PSG Zlín             | ČHL         | 52  | 11            | 30            | 41            | 12            | 10            | 7  | 3        | 10       | 0        |          |          |
| 2016–17     | PSG Zlín             | ČHL         | 50  | 16            | 19            | 35            | 14            | —             | —  | —        | —        | —        |          |          |
| 2017–18     | Severstal Čerepovec  | KHL         | 10  | 1             | 2             | 3             | 4             | —             | —  | —        | —        | —        |          |          |
| 2017–18     | BK Mladá Boleslav    | ČHL         | 8   | 6             | 3             | 9             | 6             | —             | —  | —        | —        | —        |          |          |
| 2017–18     | HC Kometa Brno       | ČHL         | 7   | 0             | 4             | 4             | 0             | 14            | 2  | 5        | 7        | 0        |          |          |
| 2018–19     | HC Kometa Brno       | ČHL         | 52  | 17            | 38            | 55            | 16            | 10            | 1  | 8        | 9        | 6        |          |          |
| 2019–20     | HC Kometa Brno       | ČHL         | 38  | 12            | 27            | 39            | 14            | —             | —  | —        | —        | —        |          |          |
| 2020–21     | HC Kometa Brno       | ČHL         | 48  | 12            | 39            | 51            | 8             | 9             | 1  | 5        | 6        | 6        |          |          |
| 2021–22     | HC Kometa Brno       | ČHL         | 48  | 16            | 28            | 44            | 8             | 5             | 2  | 2        | 4        | 2        |          |          |
| 2022–23     | HC Kometa Brno       | ČHL         | 52  | 12            | 36            | 48            | 22            | 10            | 2  | 5        | 7        | 2        |          |          |
| 2023–24     | HC Kometa Brno       | ČHL         | 30  | 3             | 8             | 11            | 2             | —             | —  | —        | —        | —        |          |          |
| 2023–24     | Berani Zlín          | ČHL         | 14  | 3             | 4             | 7             | 6             | 15            | 1  | 3        | 4        | 2        |          |          |
| ČHL celkově | ČHL celkově          | ČHL celkově | 651 | 150           | 318           | 468           | 203           | 115           | 23 | 44       | 67       | 44       |          |          |

## Reprezentace
| Rok                    | Tým                    | Soutěž                 | Z  | G  | A | B  | TM |
| ---------------------- | ---------------------- | ---------------------- | -- | -- | - | -- | -- |
| 2010                   | Česko 18               | MS-18                  | 6  | 5  | 2 | 7  | 0  |
| 2011                   | Česko 20               | MSJ                    | 6  | 1  | 2 | 3  | 2  |
| 2012                   | Česko 20               | MSJ                    | 6  | 4  | 1 | 5  | 2  |
| Juniorská reprezentace | Juniorská reprezentace | Juniorská reprezentace | 18 | 10 | 5 | 15 | 4  |